# Paninskij rajon
Il Paninskij rajon (in russo Панинский район?) è un rajon dell'Oblast' di Voronež, in Russia; il capoluogo è Panino. Istituito nel 1928, ricopre una superficie di 1.390 km².